# Calosota cyanea
Calosota cyanea är en stekelart som beskrevs av Karl-Johan Hedqvist 1970. Calosota cyanea ingår i släktet Calosota och familjen hoppglanssteklar. Inga underarter finns listade.